# Xã Greene, Quận Erie, Pennsylvania
Xã Greene (tiếng Anh: Greene Township) là một xã thuộc quận Erie, tiểu bang Pennsylvania, Hoa Kỳ. Năm 2010, dân số của xã này là 4.706 người.